# Ceratophygadeuon rugifer
Ceratophygadeuon rugifer là một loài tò vò trong họ Ichneumonidae.